# Diphasiastrum ×issleri
Espèce
Diphasiastrum ×issleri ou Lycopode d'Issler est une espèce de lycopodes de la sous-famille des Lycopodioidées.

## Taxonomie

### Historique
La plante aujourd’hui reconnue comme Diphasiastrum ×issleri a été initialement observée dans les Vosges par l’herboriste alsacien Arnold Wolff à la fin du XIXe siècle. C’est Georges Rouy, dans son ouvrage Flore de France, qui décrit officiellement la plante en 1909 sous le nom de Lycopodium issleri, en hommage à Émile Issler (1872–1952), forestier alsacien et spécialiste des cryptogames, qui avait observé des formes intermédiaires dans les Hautes-Vosges.
Le taxon Diphasiastrum ×issleri est un hybride naturel. Il est issu du croisement entre Diphasiastrum alpinum et Diphasiastrum complanatum subsp. complanatum.
En 1975, le botaniste tchèque Josef Holub propose de diviser le genre Lycopodium en plusieurs genres, parmi lesquels Diphasiastrum, caractérisé par des rameaux aplatis et des feuilles différenciées. Il transfère alors Lycopodium issleri sous le nom Diphasiastrum ×issleri, marquant explicitement son statut d’hybride.

### Description
C’est une plante intermédiaire entre D. alpinum et D. complanatum subsp. complanatum, l’origine hybride se traduisant aussi par une proportion importante de spores avortées .
La tige principale est longuement rampante, portant des groupes de rameaux ramifiés, semblables par leur architecture d’ensemble à ceux de D. alpinum, mais beaucoup plus longs et assez lâches. Elle diffère surtout de D. alpinum par la couleur moins bleutée et le très net aplatissement des rameaux feuillés. Les épis sont plutôt de type D. alpinum, mais les pédoncules tendent souvent à s’allonger et à se dénuder, et les épis eux-mêmes présentent fréquemment d’étranges bifurcations .
C’est une espèce vivace à la fructification estivale ; rameaux végétatifs persistants. C’est un hybride diploïde (2n = 46 chromosomes).

## Distribution et habitat

### Distribution
On retrouve cette espèce dans les régions tempérées et froides de l’hémisphère nord.

#### En Europe
Présente dans diverses régions d’Allemagne, dans les Sudètes, dans les Alpes suisses, autrichiennes, italiennes et slovènes, et plus au nord en Écosse et en Norvège. Signalé également en Ukraine et dans le nord de la Russie .
En France, cet hybride est essentiellement présent, mais très localisé, dans le massif vosgien. En effet, c’est dans les Hautes-Vosges, au Tanet, d’où est la localité-type découverte par Issler au début du XXe siècle, et secteur du Rouge-Gazon ; et, plus au nord, dans la région d’Abreschviller, en Moselle, où il a été découvert en 2014. Sa localité est très isolée dans le nord des Alpes et dans l’est du Massif central où la plante était connue depuis 1998.

#### Hors d'Europe
Cet hybride est connu en Amérique du Nord, principalement en Alaska, et signalé aussi en Sibérie, dans l’Altaï .

### Habitat

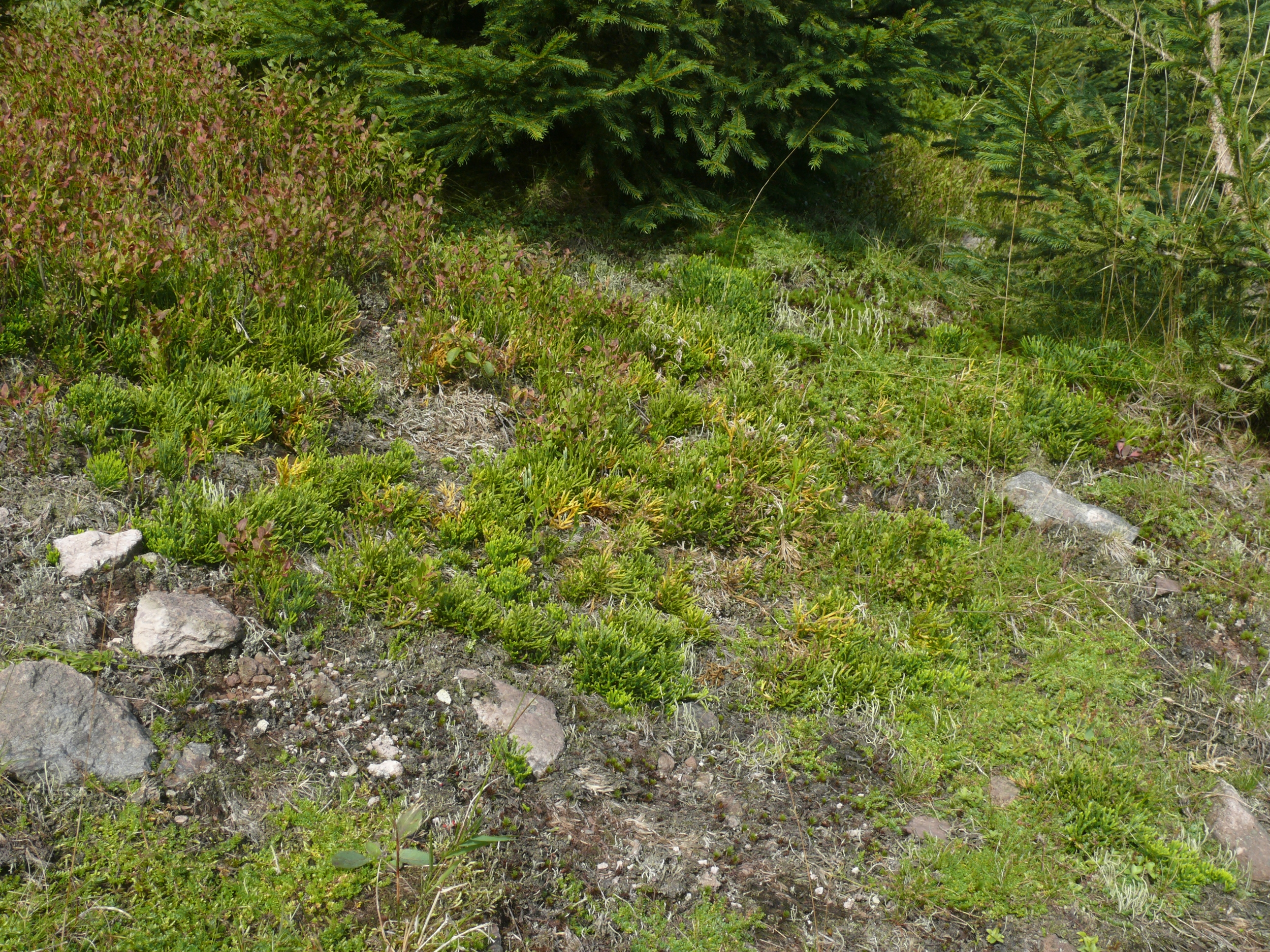
Exemple d’habitat de D. ×issleri.

Ce lycopode affectionne principalement les sols acides et à découvert, dans une végétation de landes à callunes et myrtille, mais parfois en situation ombragée, en bordure de chemins forestiers, par exemple. On le retrouve le plus souvent à moyenne altitude, entre 500-1 500 m, mais aussi jusqu’à plus de 2 000 m dans les Alpes italiennes.

## Statut de conservation et mesures de protection
Diphasiastrum ×issleri est un lycopode rare. Sa rareté, couplée à la fragilité des milieux qu'il habite (landes acides, tourbières montagnardes et forêts claires sur substrat siliceux), en fait une espèce d'intérêt en termes de conservation.
Bien que l’hybride ne bénéficie pas de protection légale au niveau national en France, il est protégé régionalement dans certaines zones sensibles, notamment dans le Grand Est, où sa présence dans les Hautes-Vosges justifie son inscription dans les arrêtés de protection régionale de la flore vasculaire.
En parallèle, Diphasiastrum ×issleri est évalué comme rare et vulnérable dans la Liste rouge régionale de la flore vasculaire du Grand Est, du fait de sa dépendance à des habitats ouverts en régression, souvent menacés par la fermeture du milieu (enfrichement naturel) et par les pressions touristiques.
Au niveau européen, bien qu'il ne figure pas parmi les espèces couvertes par la directive Habitats-Faune-Flore (92/43/CEE), il est indirectement concerné par les mesures de préservation des habitats naturels de landes montagnardes et tourbières, incluses dans les annexes de cette directive.
Ainsi, la survie à long terme de Diphasiastrum ×issleri dépend étroitement de la gestion conservatoire de ses habitats naturels, notamment via la lutte contre la fermeture des milieux et le maintien de pratiques extensives favorables.